# 吹けば飛ぶよな男だが
『吹けば飛ぶよな男だが』（ふけばとぶよなおとこだが）は、1968年に松竹で制作、公開された映画。チンピラ、ヤクザ、家出娘などのいわば社会の最下層に生きる人々の愛情を描いた作品。第42回キネマ旬報ベスト・テンの第10位にランクインした小品。

## ストーリー
チンピラヤクザのサブは、頭の弱い家出少女の花子を誘惑し、強姦シーンを撮影しようとするが、必死に拒む姿を見かねて、仲間を裏切り、花子と逃走する。やがて、トルコ風呂で働くこととなった花子だが、妊娠していることが分かり、九州にいた頃に関係した男の子供であることが分かるが、カトリックであるため堕胎ができない。荒れたサブはヤクザと喧嘩し、相手の尻を刺して逮捕されてしまう。拘置所に面会に来た花子にサブは許しをこい、将来を誓い合う。しかし花子は心痛のあまり雨の中をさまよい歩いていて流産し、死んでしまう。サブは花子の骨を郷里の長崎へ持っていき、墓前でまともに生きることを誓い、船で南方へ旅発つ。トルコ風呂の経営者（ミヤコ蝶々）が見送りに来て、サブは自分の母親ではないかと質すが否定される。しかし……。

## スタッフ
- 監督：山田洋次
- 脚本：森﨑東　山田洋次
- 製作：脇田茂
- 撮影：高羽哲夫
- 美術：重田重盛
- 音楽：山本直純
- 照明：戸井田康国
- 編集：石井厳
- 録音：小尾幸魚
- 調音：佐藤広文
- 監督助手：大嶺俊順
- 装置：小野里良
- 進行：柴田忠
- 現像：東京現像所
- 製作主任：内藤誠
- 映倫：１５３５８

スタッフ本編クレジット表記順　
　

## キャスト
- 三郎：なべおさみ
- 花子：緑魔子（東映）
- 先生：有島一郎（東宝）
- 不動：犬塚弘
- 鉄：芦屋小雁
- ガス：佐藤蛾次郎
- 看守：佐山俊二
- 助平男：石井均
- サラリーマン風の男：石橋エータロー
- 客引きの男：安田伸
- 馬やん：上方柳太
- 喜やん：上方柳次
- 不動の妻：石井富子
- 牧よし子
- 曽我廼家一二三
- 小田草之介
- 園田健二
- 加島潤
- 大杉侃二郎
- 宅島渓
- 戸川美子
- 後藤泰子
- 谷よしの
- 坂田多恵子
- 栄藤孝
- 原田君事
- 鈴木洽六
- 水木涼子
- 弁士：小沢昭一（特別出演）
- 医者：長門勇（特別出演）
- 先生：有島一郎（東宝）
- お清：ミヤコ蝶々

本編クレジット表記順　

## エピソード
- 歌手、俳優の戸川純はこの映画を愛好しており、小沢昭一による同題の主題歌をカバーしている。